# Disney Ambassador Hotel
Het Disney Ambassador Hotel (ディズニーアンバサダーホテル, Dizunī Anbasadā hoteru) was het eerste hotel in Tokyo Disney Resort in Japan. Het werd geopend op 20 juli 2000 en gebouwd onder een licentie van The Walt Disney Company. Het wordt beheerd door The Oriental Land Company.
Het hotel was het eerste hotel in het Tokyo Disney Resort dat eigendom was van Disney, maar het zesde hotel in het Tokyo Disney Resort van The Oriental Land Company. Het Ambassador Hotel ligt naast Ikspiari, een winkel-, eet- en entertainmentcomplex dat lijkt op Downtown Disney.
Het hotel heeft zes verschillende soorten kamers: de standaardkamer, de Superior-kamer, de driepersoonskamer, de luxesuite en de familiekamer met vier bedden, in totaal geschikt voor zes volwassenen.